# Brochiraja asperula
Brochiraja asperula — вид хрящевых рыб рода Brochiraja семейства Arhynchobatidae отряда скатообразных. Обитают в западной части Тихого океана в водах Новой Зеландии. Встречаются на глубине до 1300 м. Их крупные, уплощённые грудные плавники образуют округлый диск со треугольным рылом. Максимальная зарегистрированная длина 64 см. Не являются объектом целевого промысла.

## Таксономия
Впервые вид был научно описан в 1974 году. Видовой эпитет происходит от слова лат. asper — «грубый». Голотип представляет собой самца длиной 43,1 см, пойманного в водах Новой Зеландии (37°25′ ю. ш. 176°29′ в. д.) на глубине 350—365 м. Паратипы: самцы длиной 11,9—40,7—50,7 см и самки длиной 32,2—49,9 см, пойманные там же на глубине 310—505 м. Brochiraja asperula от прочих скатов рода Brochiraja окраской, расположением чешуи и количеством позвонков и лучей грудных плавников. Они близкородственны скатам рода Notoraja и отличаются от прочих представителей семейства однопёрых скатов наличием раздвоенного шипа на середине дистальной части ростральной хряща, редуцированного у взрослых особей.

## Ареал
Эти скаты обитают на континентальном склоне у берегов Новой Зеландии. Встречаются на глубине 200—1300 м.

## Описание
Широкие и плоские грудные плавники этих скатов образуют округлый диск с широким треугольным рылом.  На вентральной стороне диска расположены 5 жаберных щелей, ноздри и рот. На тонком хвосте имеются латеральные складки. У этих скатов 2 редуцированных спинных плавника и редуцированный хвостовой плавник. Рыло короче, чем у прочих скатов рода Brochiraja. Кожа гладкая, мягкая и дряблая. По задней части диска и хвоста пролегает полоса колючек. Окраска дорсальной поверхности диска тёмно-коричневого цвета. Максимальная зарегистрированная длина 64 см.

## Биология
Эти скаты откладывают яйца, заключённые в четырёхконечную роговую капсулу длиной 3,7 и шириной 2,2 см.

## Взаимодействие с человеком
Эти скаты не являются объектом целевого лова. В ареале на глубинах обитания ведётся промысел атлантического большеголоваПи скаты могут попадаться в качестве прилова.Пойманных рыб, вероятно, выбрасывают за борт, уровень смертности высокий. Данных для оценки Международным союзом охраны природы охранного статуса недостаточно.